# Charlie Williams (Rennfahrer)
Charlie Williams (* 31. Juli 1950 in Kelsall, Cheshire) ist ein ehemaliger englischer Motorradrennfahrer und Weltmeister.

## Leben und Wirken
Williams wuchs nahe Oulton Park auf und kam so schon früh mit dem Rennsport in Verbindung. Mit 12 Jahren begann er mit dem Motorradfahren. Seine Karriere bestritt er ausschließlich auf Yamaha. In der FIM-Motorrad-Weltmeisterschaft trat er in der 500-cm³-Klasse an, kam aber über einen zehnten Platz im Gesamtklassement 1974 nie hinaus. In den kleineren Hubraumklassen der Straßen- und Langstreckenrennen der 1970er- und frühen 1980er-Jahre konnte er sich sehr viel mehr behaupten. Neben Siegen auf Langstrecken wie dem Stadtkurs von Barcelona oder den 24 Stunden von Spa war er erfolgreich bei der Isle of Man TT und wurde 1980 Weltmeister in der Formula II. 1981 zog er sich aus dem aktiven Rennsport zurück. Lediglich als Radiosprecher während der Tourist Trophy blieb er dem Motorradrennen verbunden. Seit 2013 nimmt er wieder als aktiver Fahrer bei historischen Rennserien (engl. Classics) und Vetaranenrennen teil.

## Siegestatistik
| Jahr | Klasse          | Maschine | Rennen         |
| ---- | --------------- | -------- | -------------- |
| 1973 | Lightweight 250 | Yamaha   | Isle of Man    |
| 1973 | Production 250  | Yamaha   | Isle of Man    |
| 1974 | Lightweight 250 | Yamaha   | Isle of Man    |
| 1975 | Junior          | Yamaha   | Isle of Man    |
| 1975 | 350cm³          | Yamaha   | North West 200 |
| 1977 | Junior 250      | Yamaha   | Isle of Man    |
| 1978 | Junior          | Yamaha   | Isle of Man    |
| 1979 | Junior          | Yamaha   | Isle of Man    |
| 1980 | 350cm³          | Yamaha   | North West 200 |
| 1980 | Formula II      | Yamaha   | Weltmeister    |
| 1980 | Junior          | Yamaha   | Isle of Man    |
| 1980 | Formula II      | Yamaha   | Isle of Man    |
| 1980 | Formula II      | Yamaha   | Ulster GP      |
| 1981 | 500cm³          | Yamaha   | North West 200 |